# 吳楷義
吳楷義（英語：Derrick Ng，1987年9月21日—），加拿大男子羽毛球運動員，專長雙打項目。除此之外，他亦在加拿大經營生產膠布、生產羽毛球用品及網上教授羽毛球等生意。他希望透過這些生意的收入，以支持他繼續參加羽毛球比賽。

## 簡歷
2013年8月，吳楷義參加中國廣州舉行的世界羽毛球錦標賽，與廖顯邦出戰男子雙打項目，在首圈就以0比2（20-22、19-21）負於香港的李晉熙/伍家朗出局。
2015年8月，吳楷義參加印尼雅加達舉行的世界羽毛球錦標賽，與廖顯邦合作出戰男子雙打項目，他們在首圈以2-0擊敗澳洲組合晉級，但在第二圈就以0比2（18-21、13-21）不敵14號種子、日本的數野健太/山田和司出局。

## 主要比賽成績
只列出曾進入準決賽的國際賽事成績：
| 年份   | 賽事                   | 公開賽級別 | 項目     | 拍檔              | 成績   |
| ------ | ---------------------- | ---------- | -------- | ----------------- | ------ |
| 2008年 | 泛美洲羽毛球錦標賽     | 其他       | 混合團體 | －                | 冠軍   |
| 2008年 | 泛美洲羽毛球錦標賽     | 其他       | 男子雙打 | 廖顯邦            | 季軍   |
| 2009年 | 加拿大羽毛球國際挑戰賽 | 國際挑戰賽 | 男子雙打 | 廖顯邦            | 準決賽 |
| 2010年 | 秘魯羽毛球國際賽       | 國際挑戰賽 | 男子雙打 | 廖顯邦            | 冠軍   |
| 2010年 | 秘魯羽毛球國際賽       | 國際挑戰賽 | 混合雙打 | 陳繼怡            | 亞軍   |
| 2010年 | 加拿大羽毛球國際挑戰賽 | 國際挑戰賽 | 男子雙打 | 廖顯邦            | 準決賽 |
| 2010年 | 加拿大羽毛球國際挑戰賽 | 國際挑戰賽 | 混合雙打 | 蒋雪莲            | 亞軍   |
| 2010年 | 巴西羽毛球國際賽       | 國際挑戰賽 | 男子雙打 | 廖顯邦            | 亞軍   |
| 2010年 | 泛美洲羽毛球錦標賽     | 其他       | 混合團體 | －                | 冠軍   |
| 2010年 | 泛美洲羽毛球錦標賽     | 其他       | 男子雙打 | 廖顯邦            | 季軍   |
| 2010年 | 聖多明哥羽毛球公開賽   | 國際系列賽 | 男子雙打 | 廖顯邦            | 亞軍   |
| 2010年 | 聖多明哥羽毛球公開賽   | 國際系列賽 | 混合雙打 | 陳繼怡            | 準決賽 |
| 2011年 | 秘魯羽毛球國際賽       | 國際挑戰賽 | 男子雙打 | 廖顯邦            | 亞軍   |
| 2011年 | 秘魯羽毛球國際賽       | 國際挑戰賽 | 混合雙打 | 陳繼怡            | 準決賽 |
| 2011年 | 巴西羽毛球國際賽       | 國際挑戰賽 | 男子雙打 | 廖顯邦            | 準決賽 |
| 2011年 | 泛美運動會羽毛球比賽   | 其他       | 男子雙打 | 廖顯邦            | 銅牌   |
| 2011年 | 加拿大羽毛球國際挑戰賽 | 國際挑戰賽 | 男子雙打 | 廖顯邦            | 冠軍   |
| 2011年 | 加拿大羽毛球國際挑戰賽 | 國際挑戰賽 | 混合雙打 | 亚历山德拉·布鲁斯 | 亞軍   |
| 2012年 | 秘魯羽毛球國際賽       | 國際挑戰賽 | 男子雙打 | 廖顯邦            | 亞軍   |
| 2012年 | 秘魯羽毛球國際賽       | 國際挑戰賽 | 混合雙打 | 亚历山德拉·布鲁斯 | 亞軍   |
| 2012年 | 大溪地羽毛球國際挑戰賽 | 國際挑戰賽 | 男子雙打 | 廖顯邦            | 冠軍   |
| 2012年 | 大溪地羽毛球國際挑戰賽 | 國際挑戰賽 | 混合雙打 | 亚历山德拉·布鲁斯 | 亞軍   |
| 2012年 | 加拿大羽毛球大獎賽     | 大獎賽     | 男子雙打 | 吳駿義            | 準決賽 |
| 2012年 | 泛美洲羽毛球錦標賽     | 其他       | 混合團體 | －                | 冠軍   |
| 2012年 | 泛美洲羽毛球錦標賽     | 其他       | 男子雙打 | 廖顯邦            | 冠軍   |
| 2012年 | 泛美洲羽毛球錦標賽     | 其他       | 混合雙打 | 亞歷山德拉·布魯斯 | 冠軍   |
| 2013年 | 秘魯羽毛球國際賽       | 國際挑戰賽 | 男子雙打 | 廖顯邦            | 準決賽 |
| 2013年 | 加拿大羽毛球國際挑戰賽 | 國際挑戰賽 | 男子雙打 | 廖顯邦            | 亞軍   |
| 2013年 | 泛美洲羽毛球錦標賽     | 其他       | 混合團體 | －                | 冠軍   |
| 2013年 | 泛美洲羽毛球錦標賽     | 其他       | 男子雙打 | 廖顯邦            | 冠軍   |
| 2013年 | 美國羽毛球國際賽       | 國際挑戰賽 | 男子雙打 | 廖顯邦            | 準決賽 |
| 2014年 | 秘魯羽毛球國際賽       | 國際挑戰賽 | 男子雙打 | 廖顯邦            | 準決賽 |
| 2014年 | 秘魯羽毛球國際賽       | 國際挑戰賽 | 混合雙打 | 李文珊            | 亞軍   |
| 2014年 | 泛美洲羽毛球錦標賽     | 其他       | 混合團體 | －                | 冠軍   |
| 2014年 | 泛美洲羽毛球錦標賽     | 其他       | 男子雙打 | 廖顯邦            | 冠軍   |
| 2014年 | 美國羽毛球國際賽       | 國際挑戰賽 | 男子雙打 | 廖顯邦            | 亞軍   |
| 2015年 | 保加利亞羽毛球國際賽   | 國際挑戰賽 | 男子雙打 | 廖顯邦            | 準決賽 |
| 2015年 | 智利羽毛球國際挑戰賽   | 國際挑戰賽 | 男子雙打 | 廖顯邦            | 冠軍   |
| 2016年 | 秘魯羽毛球國際賽       | 國際挑戰賽 | 男子雙打 | 廖顯邦            | 準決賽 |

| 2007-2017年 | 首要超級賽 | 超級賽 | 黃金大獎賽 | 大獎賽 | 國際挑戰賽 | 國際系列賽 | 未來系列賽 | 其他 |

| 2018-2026年 | 總決賽 | 超級1000賽 | 超級750賽 | 超級500賽 | 超級300賽 | 超級100賽 | 國際挑戰賽 | 國際系列賽 | 未來系列賽 | 其他 |

### 奧運會和世錦賽參賽紀錄
|          | 搭檔   | 2009 | 2010 | 2011 | 2012 | 2013 | 2014 | 2015 |
| -------- | ------ | ---- | ---- | ---- | ---- | ---- | ---- | ---- |
| 男子雙打 | 廖顯邦 | 32強 | －   | 32強 | －   | 48強 | 48強 | 32強 |